# Obecní lípa
Obecní lípa je památný strom – lípa malolistá rostoucí ve vesnici Chlívce u hospody čp. 62 na pravém břehu Chlíveckého potoka. Chráněna je od roku 2002 pro svůj vzrůst.
- číslo seznamu: 605050.1/1
- obvod kmene 370 cm